# 昂德库尔莱朗萨尔
昂德库尔莱朗萨尔（法語：Hendecourt-lès-Ransart，法語發音：[ɑ̃dkuʁ lɛ ʁɑ̃saʁ]，意为“朗萨尔附近的昂德库尔”）是法国上法蘭西大區加来海峡省的一个市镇，属于阿拉斯区。

## 地理
昂德库尔莱朗萨尔（50°12'19"N, 2°43'55"E）面积2.21 平方千米，位于法国上法蘭西大區加来海峡省，该省份为法国北部沿海省份，西北濒北海，南至索姆省，东临北部省。
与昂德库尔莱朗萨尔接壤的市镇（或旧市镇、城区）包括：菲舍、阿丹费尔、布莱尔维尔、布瓦里-圣里克特吕德。

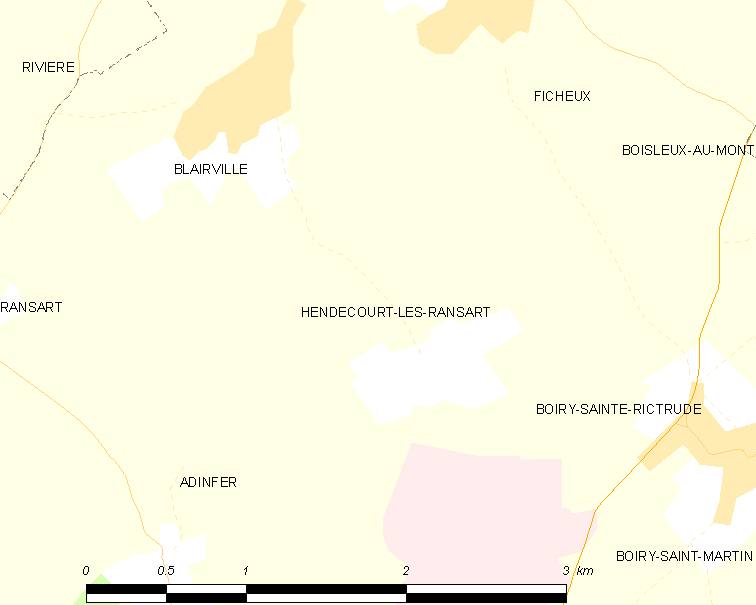
昂德库尔莱朗萨尔的OSM定位图

昂德库尔莱朗萨尔的时区为UTC+01:00、UTC+02:00（夏令时）。

## 行政
昂德库尔莱朗萨尔的邮政编码为62175，INSEE市镇编码为62425。

## 政治
昂德库尔莱朗萨尔所属的省级选区为阿韦讷勒孔特县。

## 人口

1962-2008年间昂德库尔莱朗萨尔人口变化图示

昂德库尔莱朗萨尔于2022年1月1日时的人口数量为142人。